# Referendum na Węgrzech w 2008 roku
Referendum na Węgrzech w 2008 roku odbyło się 9 marca. Zostało rozpisane z inicjatywy opozycyjnego Fideszu w celu przeciwstawienia się zmianom wprowadzanym przez premiera Ferenca Gyurcsánya. Przedwyborcze sondaże wskazywały na zwycięstwo przeciwników forsowanych przez rząd przepisów. Do ich zablokowania zgodnie z węgierskim prawem wystarczył sprzeciw 25% uprawnionych do głosowania, natomiast według wstępnych wyników było ich aż 85%.

## Pytania
Pytania zadane w referendum dotyczyły opłat za studia wyższe, opłat za wizyty lekarskie oraz zmian w systemu ubezpieczeń społecznych. W oryginale brzmiały następująco:

Egyetért-e Ön azzal, hogy az államilag támogatott felsőfokú tanulmányokat folytató hallgatóknak ne kelljen képzési hozzájárulást fizetni?

Egyetért-e Ön azzal, hogy a háziorvosi ellátásért, fogászati ellátásért és járóbeteg-szakellátásért továbbra se kelljen vizitdíjat fizetni?

Egyetért-e Ön azzal, hogy a fekvőbeteg-gyógyintézeti ellátásért a jelen kérdésben megtartott népszavazást követő év január 1-jétől ne kelljen kórházi napidíjat fizetni?